# Нечаевка (Алтайский край)
Нечаевка — посёлок в Хабарском районе Алтайского края России. Входит в состав Свердловского сельсовета.

## История
Основан в 1908 году. В 1928 г. поселок Нечаевка состоял из 70 хозяйств, основное население — русские. Центр Нечаевского сельсовета Знаменского района Славгородского округа Сибирского края.

## Население
| 1997 | 1998 | 1999 | 2000 | 2001 | 2002 | 2003 |
| ---- | ---- | ---- | ---- | ---- | ---- | ---- |
| 156  | ↘155 | ↘140 | ↗154 | ↘150 | ↘135 | ↘117 |
| 2004 | 2005 | 2006 | 2007 | 2008 | 2009 | 2010 |
| ↘102 | ↘79  | ↘66  | ↘60  | ↘23  | ↘19  | ↘14  |
| 2011 | 2012 | 2013 |      |      |      |      |
| ↘11  | ↘9   | ↘6   |      |      |      |      |